# Resolució 863 del Consell de Seguretat de les Nacions Unides
La Resolució 863 del Consell de Seguretat de les Nacions Unides, aprovada el 13 de setembre de 1993 després de reafirmar les resolucions 782 (1992), 797 (1992), 818 i 850 (1993) sobre la situació a Moçambic, el Consell va discutir l'aplicació dels Acords de pau de Roma.
El Consell de Seguretat va reiterar la importància de l'Acord General de Pau per a Moçambic i la seva oportuna implementació. Va elogiar els esforços del secretari general Boutros Boutros-Ghali, del seu representant especial, l'Operació de les Nacions Unides a Moçambic (ONUMOZ) i l'Organització de la Unitat Africana (OUA) i va donar la benvinguda als recents avenços en el procés de pau i l'acord específic que result`s de les converses directes entre el President de Moçambic i del RENAMO. Es va fer èmfasi en que no s'haurien d'imposar condicions a la contracció i desmobilització de tropes, o més temps per obtenir concessions, i la resolució també expressa preocupació per la demora en l'aplicació d'algunes parts importants de l'acord de pau i violacions de l'alto el foc.
El Consell ha posat èmfasi en què els acords de pau general havien de ser respectats i la necessitat d'eleccions que se celebraran a l'octubre de 1994. S'insisteix que les dues parts han d'acordar immediatament un calendari per a l'aplicació de l'acord, destacant la immediata reunió i desmobilització de les tropes, instant la RENAMO a unir-se al Govern de Moçambic d'aquesta manera. Mentrestant, la Comissió per la nova Força de Defensa de Moçambic progressa en relació amb la formació d'instructors a Nyanga (Zimbabwe) i en desminatge.
La RENAMO i els altres partits polítics van ser cridats a unir-se al Govern de Moçambic i posar-se d'acord ràpidament sobre una llei electoral que hauria d'incloure disposicions per a una comissió electoral nacional, nova crida a totes les parts a crear la Comissió Nacional d'Administració, la Comissió Nacional d'Informació i la Comissió d'Afers policials. Es van elogiar els acords entre les dues parts a Maputo en relació amb la reintegració en l'administració de l'Estat de totes les àrees sota el control de la RENAMO, així com la sol·licitud relativa al seguiment de totes les activitats de la policia per les Nacions Unides. En aquest sentit es va demanar al Secretari General que examinés la proposta de supervisar les activitats de la policia, mentre era benvinguda la seva intenció d'enviar un equip d'estudi d'experts en relació amb una proposta de contingent policial de les Nacions Unides.
La resolució va concloure instant a ambdues parts a assegurar que es mantingui l'impuls cap a la plena aplicació dels Acords de Pau, i es va instar la comunitat internacional a seguir prestant ajuda humanitària obstruïda per qualsevol de les parts a Moçambic. Es va demanar al secretari general que informés abans del 31 d'octubre de 1993 sobre l'evolució.